# Kasteel Nijswiller
Kasteel Nijswiller is gelegen aan de oostzijde van het gelijknamige dorp Nijswiller in de gemeente Gulpen-Wittem in Nederlands Limburg. Het kasteel is een rijksmonument.

## Geschiedenis
Het kasteel ligt op een plaats waar de directe nabijheid van de Selzerbeek de mogelijkheid schiep om de gracht van het kasteel te kunnen voeden met het beekwater. In de veertiende eeuw stond hier waarschijnlijk een woontoren, in de vijftiende eeuw een boerderij. Hier lag de oorsprong van de familie De Geloes. De boerderij kwam via vererving in bezit van de familie Van Caldenborg. In 1505 kwam deze in handen van een andere familie, toen Catharina van Caldenborg huwde met Jan van Eynatten. De familie Van Eynatten bouwde in de tweede helft van de zestiende eeuw een kasteel (een toren) bij de boerderij. Dit geheel kwam door vererving in het bezit van de familie Van Schaesberg genaamd Strijthagen. De familie verkoos hun huis Strijthagen echter boven het kleine kasteel in Nijswiller en verhuurde dit laatste daarom vanaf 1597 aan jonker Leonard van Merssen, die het huis tot zijn dood in 1643 bewoonde.
Deze tak van de familie Van Schaesberg kwam in steeds grotere in financiële problemen en het kasteel raakte in verval. In 1702 werd het verworven door Anna Katharina Volckershoven, weduwe van Wilhelm Brewer, voor haar zoon Peter Leonard. Daarna werd het kasteel hersteld en vergroot. Zijn drie dochters erfden elk een aandeel in het bezit. In de jaren 1768-1782 kocht Franz Wilhelm Lognay uit Aken het geheel, kasteel en boerderij. Door het ontbreken van mannelijk nageslacht kwam het kasteel daarna in het bezit van andere adellijke families, Von der Brüggen en daarna Von Coels. Al deze families voerden diverse moderniseringen door en brachten allerlei verfraaiingen aan het interieur aan zoals stucplafonds, ornamenten en schouwen.

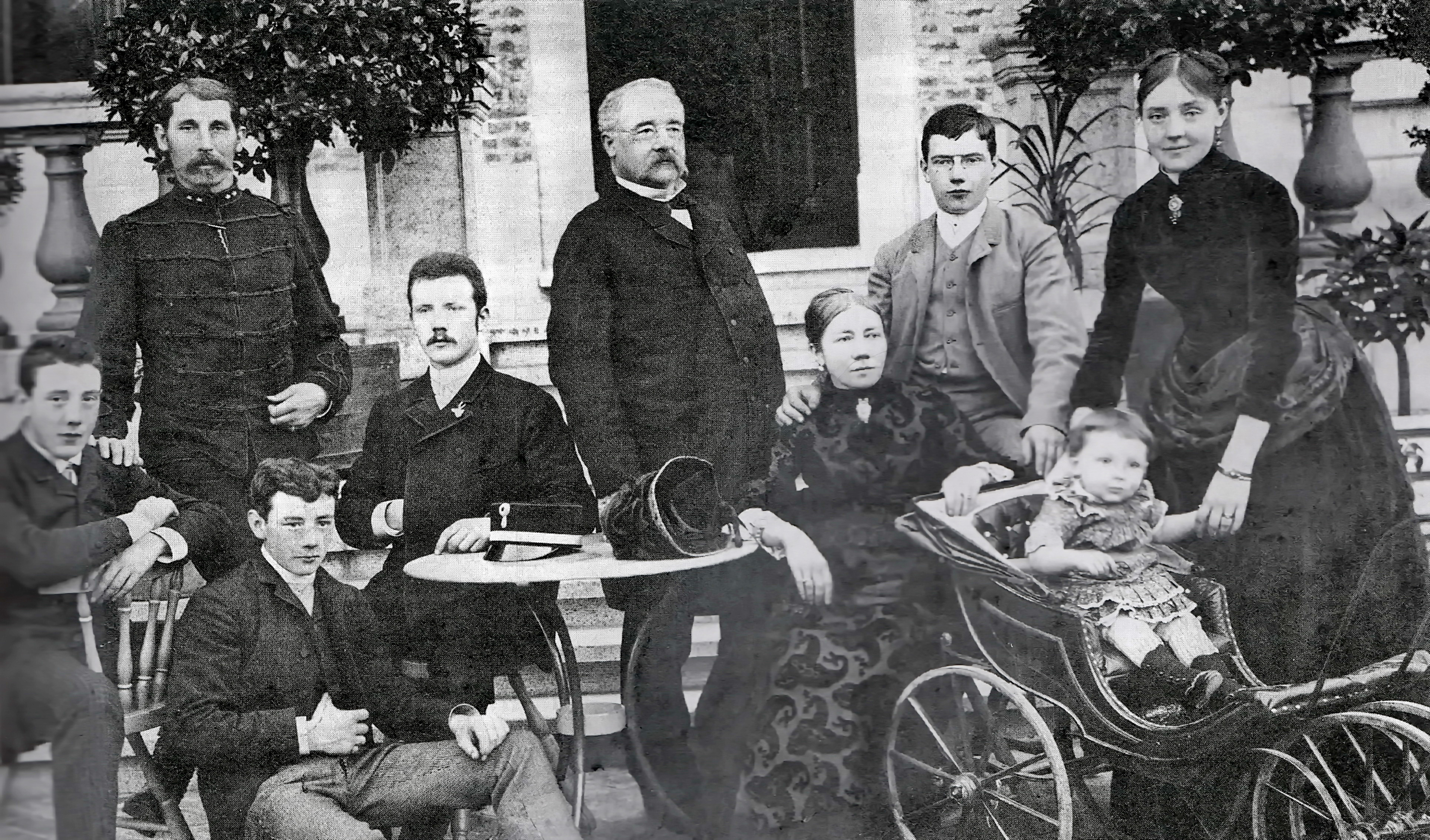
De familie Brouwers-Regout in 1886

In de negentiende eeuw woonde een lid van de familie Regout op het kasteel. In 1886 overleed hier Émilie Regout (1834-1886), dochter van de bekende Maastrichtse entrepreneur Petrus Regout. Émilie woonde er met haar man, de politicus en bestuurder Hubert Joachim Brouwers (1833-1892), en hun zes kinderen. Een van hun kleinzonen, de bestuurder en NSB-burgemeester Jacques Brouwers (1895-1975), was gehuwd met Adrienne Regout (1895-1975). Het echtpaar scheidde in 1940. Hun twee jongste kinderen, Edouard en Emilie, werden respectievelijk in 1925 en 1930 op kasteel Nijswiller geboren.
In 1933 werd het kasteel verkocht aan het Algemeen Mijnwerkers Fonds van de Staatsmijnen. Een jaar later kwam het in bezit van de zusters franciscanessen van Heythuysen. De pracht en praal van het kasteel paste niet bij hun sobere en ingetogen levensstijl en daarom werd het kasteel inwendig ontdaan van alle in hun ogen overbodige versieringen. Door de vele aanpassingen en moderniseringen verloor het kasteel veel van zijn authenticiteit. Het koetshuis werd omstreeks 1936 verbouwd tot naaiatelier. Ook is het gebouw enige tijd in gebruik geweest als lagere school voor de kinderen uit Nijswiller.
De zusters vertrokken omstreeks 1980 waarna zij het kasteel verhuurden aan de stichting Temenos, die het gebruikte als paramedisch centrum. Sinds 2008 is het kasteel privébezit.

## Beschrijving
Het huidige kasteel omvat een hoofdgebouw, het eigenlijke kasteel, en een nederhof. Het kasteel heeft een grote vierkante woontoren met hieraan een oostelijke vleugel. Op een hoek van de vleugel bevindt zich, aansluitend aan de woontoren, een achthoekige traptoren uit de 16e eeuw. Hierin bevindt zich een houten spiltrap. De woontoren heeft een achtkantige spits met een windvaan die is voorzien van het familiewapen van de vroegere bewoners, de familie Van Eynatten. Het geheel is opgetrokken uit bakstenen en voorzien van hardstenen banden en segmentboogvensters met hardstenen omlijstingen.
De nederhof (boerderijgedeelte) ligt aan de oostzijde van het kasteel en bestaat uit drie aaneengesloten vleugels waarop de jaartalankers 1774 en 1785 zichtbaar zijn. Aan de zuidzijde van het kasteel bevindt zich een park met daarin een Mariagrot en restanten van de vroegere kasteelgracht.

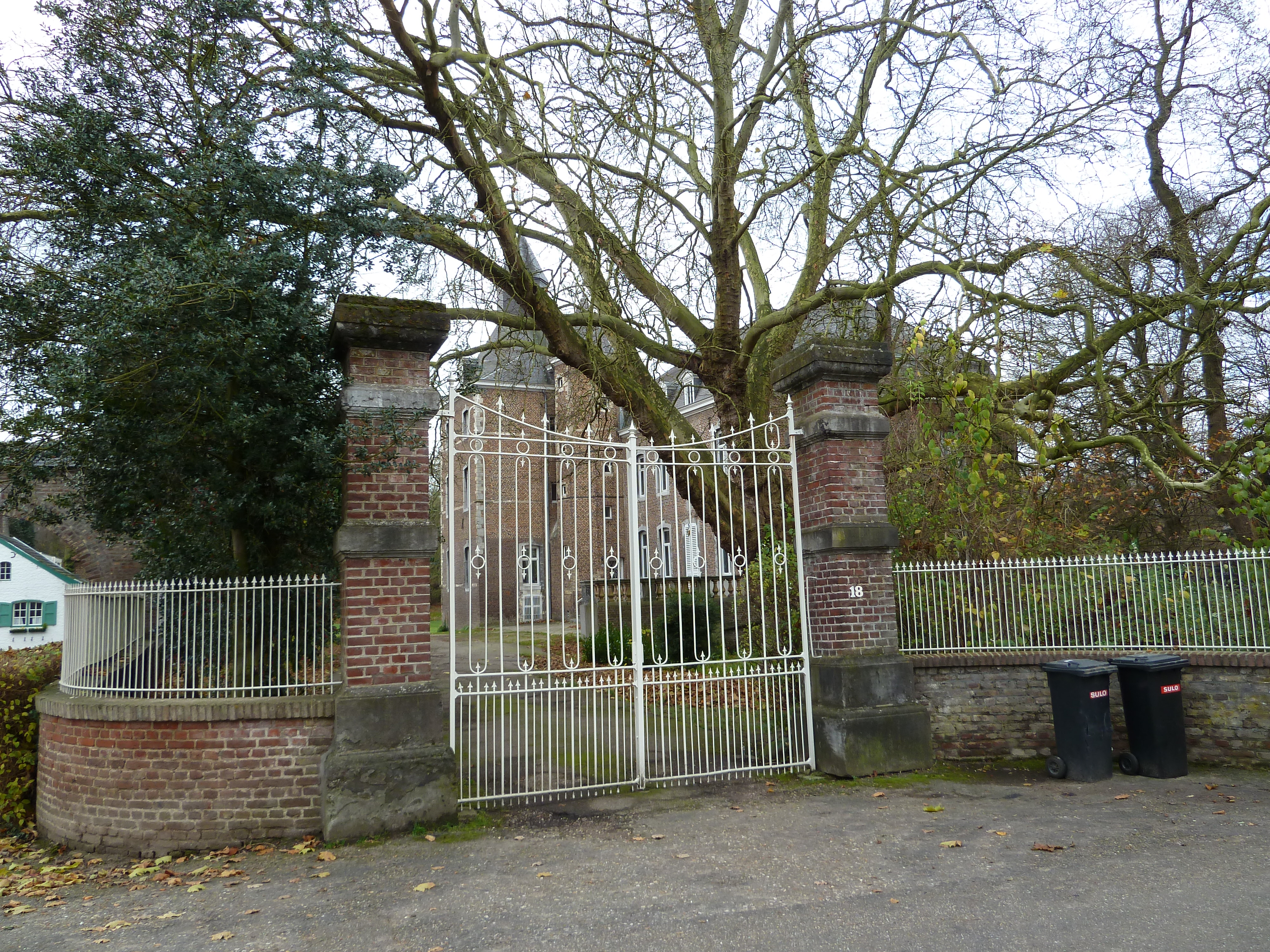
Toegangspoort
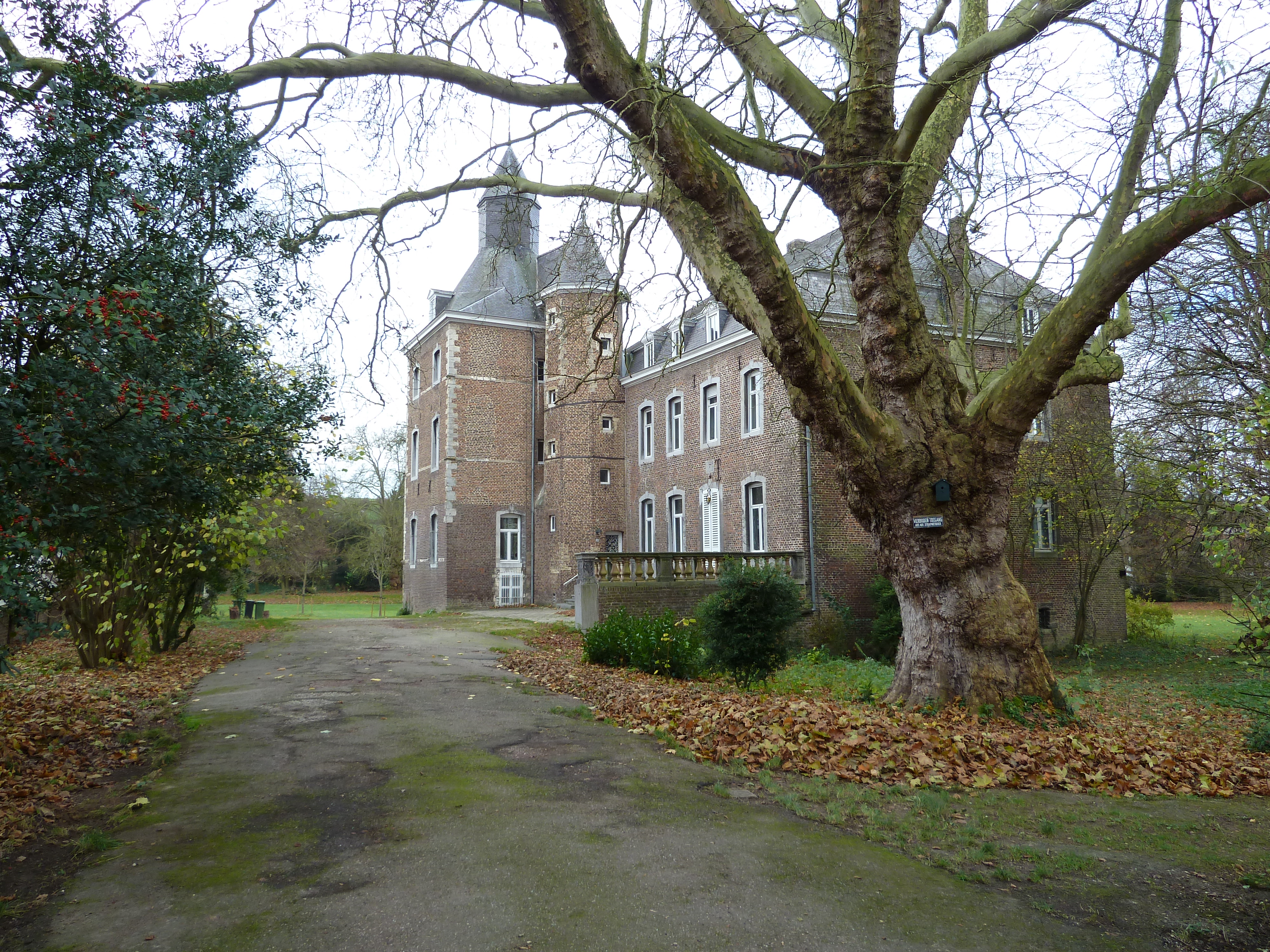
Het kasteel
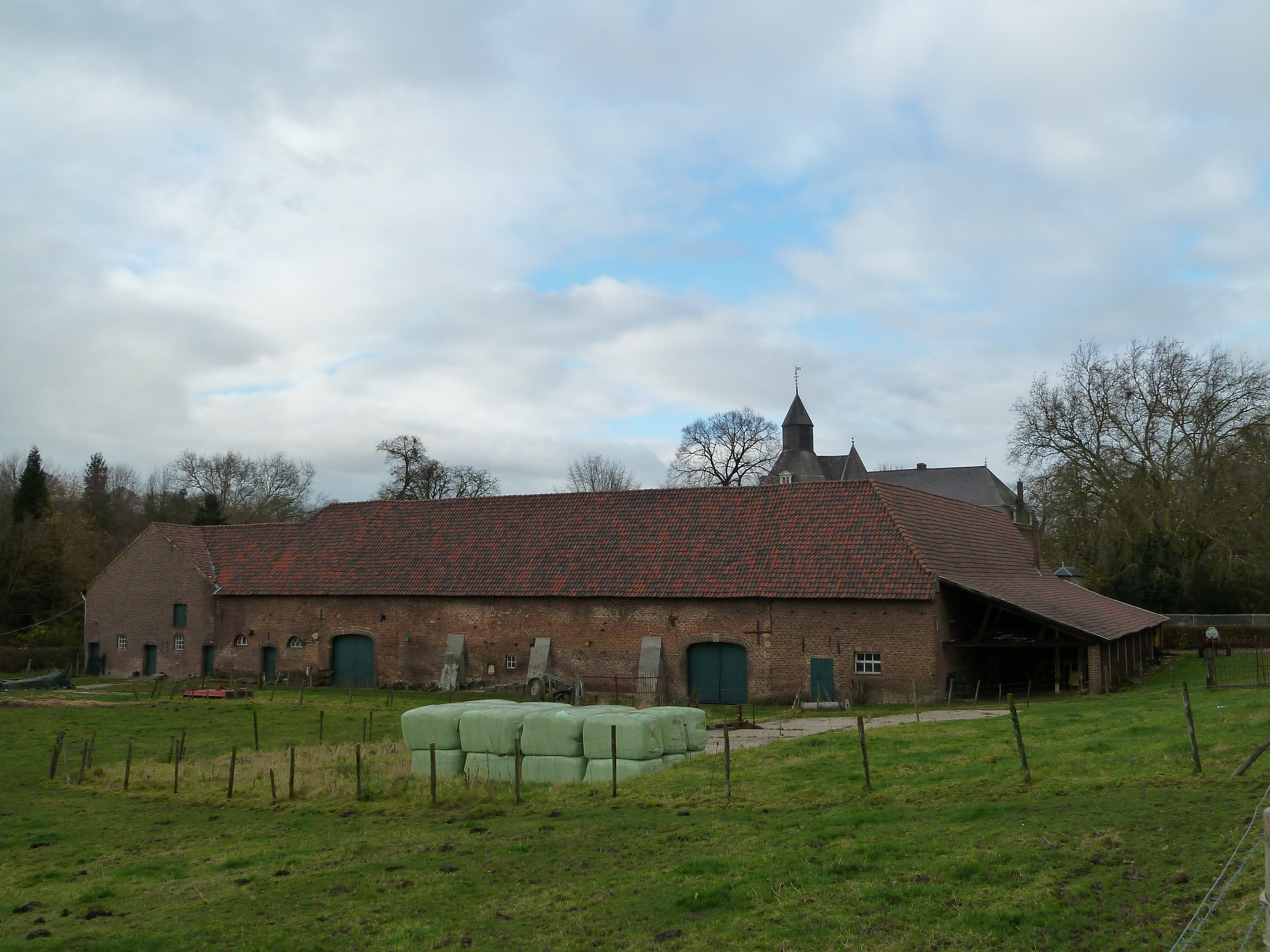
De nederhof
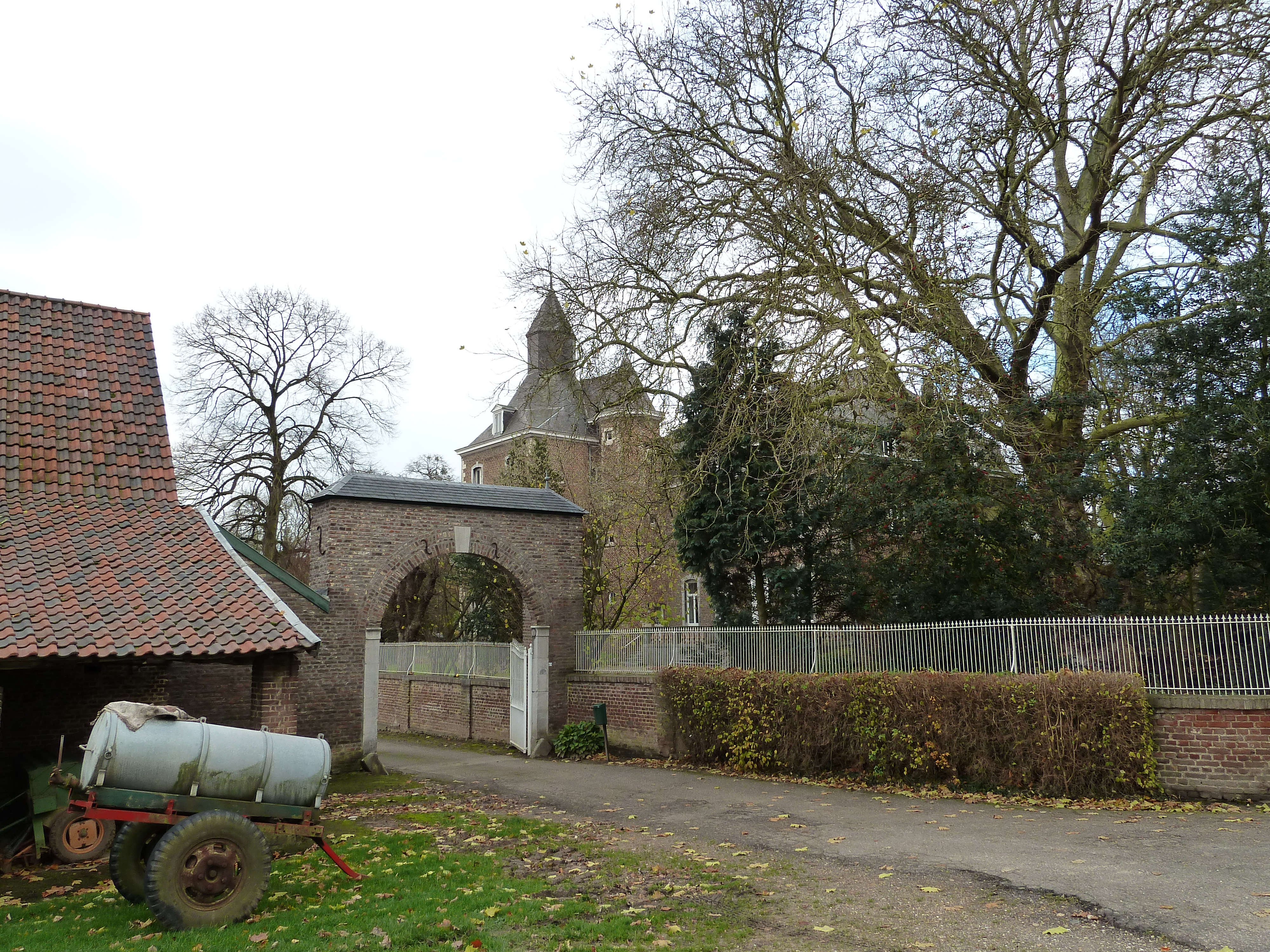
Poort van de nederhof